# آناتولی لگونف
 آناتولی لگونف (روسی: Анатолий Алексеевич Логунов؛ زاده ۳۰ دسامبر ۱۹۲۶) یک فیزیک‌دان اهل روسیه است.